# Вызов (фильм, 1982)
«Вызов» — кинофильм, американский боевик 1982 года со Скоттом Гленном и Тосиро Мифунэ в главных ролях. Фильм поставлен режиссёром Джоном Франкенхаймером по сценарию Джона Сэйлза.

## Сюжет
Крепкий парень Рик Мёрфи (Скотт Гленн) подрабатывает спарринг-партнёром на третьесортных боксёрских площадках. Однажды, после того как Рик, не сдержавшись, вырубает будущую звезду ринга, за что его тут же увольняют, к нему обращается пара японцев — представительный мужчина в инвалидной коляске и очаровательная женщина — с довольно необычной и деликатной просьбой. Нужно отправиться в Киото и провезти туда один старинный меч. Поездка щедро оплачивается — 500 долларов в день. Рику нужны деньги, и он не утруждает себя размышлениями, а партнёров расспросами.
На таможне проблем не возникает, но сразу за дверьми аэропорта Рика и инвалида-нанимателя какие-то японцы заталкивают в автомобиль. Они тут же обнаруживают в багаже американца меч, но, как оказалось, совсем не тот, который они ожидали там найти — это фальшивка. Пленников пытают, однако инвалид ничего не рассказывает, а Рик и рад бы рассказать, где настоящий меч, но понятия об этом не имеет. Калеку вместе с коляской бандиты без сожаления выбрасывают из фургона, а Рика доставляют к боссу местной мафии, которому и нужен этот меч.
Рику удаётся убежать от якудза, но он тяжело ранен и несомненно погиб бы, если бы его не спасла Акико (Донна Кай Бенц), та самая прекрасная японка, которая была вместе с калекой, когда Рик решил ввязаться в это дело. Придя в себя в школе боевых искусств и отлежавшись там несколько дней, Рик узнаёт, что за мечом охотится родной брат сэнсэя, Хидэо (Ацуо Накамура). К счастью, меч удалось переправить в школу хитростью, он был спрятан в инвалидной коляске, и калека Тосио Ёсида (Саб Симоно) — сын сэнсэя и брат спасительницы Рика — заплатил своей жизнью за то, чтобы древний меч снова висел на почётном месте. Но на стене должно быть два меча, второй находится у бесчестного брата сэнсэя и война между кланами не прекратится, пока оба меча не обретут одного хозяина.
Всё это мало заинтересовало Рика, свою работу он выполнил, получил обещанное вознаграждение и отправился в аэропорт. По дороге он заглянул в один бар (в который, как оказалось, заходят все приезжие американцы), а там его уже поджидали люди мафиозного босса. У Рика есть выбор — умереть сейчас или согласиться работать на них за весьма солидное вознаграждение. Рик возвращается в школу и уверяет сэнсэя, что всем сердцем полюбил боевые искусства, и просит обучить его. Сэнсэй Тору Ёсида (Тосиро Мифунэ) соглашается. Через некоторое время при первой представившейся возможности Рик крадёт меч и уже бежит с ним прочь от школы, но вдруг понимает, что не может поступить столь бесчестно. И правильно делает: если бы Рик прошёл ещё несколько шагов, его убили бы люди сэнсэя, который, конечно, с самого начала понял, зачем американец напросился к нему в ученики.
Но теперь всё по-честному. Пройдя суровые испытания и заслужив прощение учителя, Рик проходит курс и значительно повышает свои боевые навыки. Они ему очень пригодятся, когда война между братьями развернётся в полную силу, и именно Рику предстоит победить в решающем поединке и, наконец, воссоединить древние мечи.

## Интересные факты
На съёмки фильма как специалист по японскому фехтованию был приглашен Стивен Сигал, впоследствии ставший известным киноактёром. Сигала попросили поставить несколько сцен боёв на мечах и привести своих учеников для массовок.